# A.O. Smith
A.O. Smith Corporation är ett amerikanskt multinationellt tillverkningsföretag som tillverkar och marknadsför värmesystem och ångpannor till kunder i fler än 60 länder världen över. De är Nordamerikas största tillverkare av värmesystem.
Innan företaget gick in i sina nuvarande produktbranscher, tillverkade de bland annat cyklar, reservdelar för personbilar samt bomber, de var USA:s största bombtillverkare under första världskriget.